# Bestwina
Bestwina (örtlich Biestwina, deutsch Bestwin, Wilmesaurisch Bestwa) ist ein Dorf im Powiat Bielski der Woiwodschaft Schlesien in Polen. Es ist Sitz der gleichnamigen Landgemeinde mit 11.950 Einwohnern (Stand 31. Dezember 2020).

## Geographie
Bestwina liegt im Auschwitzer Becken (Kotlina Oświęcimska) an der Biała, etwa 40 km südlich von Katowice.
Das Dorf hat eine Fläche von 13,6 km².
Nachbarorte sind Kaniów und Bestwinka im Norden, Stara Wieś im Osten, Janowice im Südosten und die Städte Bielsko-Biała im Süden sowie Czechowice-Dziedzice im Westen.

## Geschichte
Der Ort wurde 1273 erstmals urkundlich erwähnt. Die Pfarrei Bestwina wurde im Peterspfennigregister des Jahres 1326 im Dekanat Auschwitz des Bistums Krakau erwähnt. Die Herkunft des Namens ist unklar: nach W. Lubaś ist der Name wahrscheinlich topographisch, abgeleitet vom Wort bestwa (örtlich best = bez, deutsch Holunder), nach dem Muster gęsty [dicht, dick] – gęstwina [Dickicht].
Politisch gehörte das Dorf ursprünglich in der Zeit des polnischen Partikularismus zum Herzogtum Oppeln-Ratibor (Kastellanei Auschwitz). Das Herzogtum wurde 1281 nach dem Tod Wladislaus’ I. von Oppeln geteilt. Seit 1290 gehörte das Dorf zum Herzogtum Teschen und seit 1315 zum Herzogtum Auschwitz. Seit 1327 bestand die Lehnsherrschaft des Königreichs Böhmen, im Jahr 1457 vom polnischen König abgekauft.
Kurt Lück bezeichnete das Dorf als deutsche, mittelalterliche Siedlung mit anderen Orten der deutschen Bielitz-Bialaer Sprachinsel, nach Zygmunt Bubak wurde das Dorf immer mehrheitlich von Polen bewohnt, obwohl es im 17. Jahrhundert ein Dutzend bekannter Nachnamen deutscher Herkunft gab. Beispielsweise gab es ab der zweiten Hälfte des 17. Jahrhunderts dagegen mehr Nachnamen walachischer Herkunft.
Die neueste Funde gotischer Elemente (wie Apostelleuchter) in der örtlichen, gemauerten Kirche im Jahr 2016 verschoben ihren Bau viel früher, als bisher gedacht worden war, d. h. nicht von Kalvinisten im Jahr 1575. Um das Jahr 1585 gehörte die Kirche zu den Protestanten, wahrscheinlich dank Gothard von Logau, dem Besitzer von Bestwina, Altendorf, sowie der schlesischen Minderherrschaft Skotschau-Schwarzwasser (es gab eine Aufschrift auf einem Glasfenster aus diesem Jahr: Gothardus Zeloga aus Mlendorf i Skoczów et Strumień, fundator huius sacelli sepulturae). Um das Jahr 1601 war die Kirche wieder katholisch, obwohl verlassen und vernachlässigt. Das Dorf gehörte zur Adelsfamilie Myszkowski, damals stark helvetischen Anhänger. Der Bericht der bischöflichen Visitation im Jahr 1644 noch notierte Anwesenheit der Andersgläubigen, aber schon nicht im Jahr 1658.
Bei der Ersten Teilung Polens kam Bestwina 1772 zur neuen Königreich Galizien und Lodomerien des habsburgischen Kaiserreichs (ab 1804).
Im Jahr 1808 wurde das Dorf mit Janowice, Kaniów Górny, Komorowice, Zabawa und Czaniec von Jerzy Dobrzański am Herzog Albert Kasimir von Sachsen-Teschen verkauft (siehe auch Teschener Kammer). Die Teschener Habsburger bauten in den Jahren 1824 bis 1826 einen Palast in Bestwina.
Nach der Aufhebung der Patrimonialherrschaften bildete es ab 1850 eine Gemeinde im Bezirk und Gerichtsbezirk Biała. Derweil nahm die ethnographische Gruppe der Lachen deutliche Gestalt an, wohnhaft auch in Bestwina.
1918, nach dem Ende des Ersten Weltkriegs und dem Zusammenbruch der k.u.k. Monarchie, wurde Bestwina Teil Polens. Unterbrochen wurde dies nur durch die Besetzung Polens durch die Wehrmacht im Zweiten Weltkrieg. Es gehörte dann völkerrechtswidrig zum Landkreis Bielitz im Regierungsbezirk Kattowitz in der Provinz Schlesien (seit 1941 Provinz Oberschlesien).
Zwischen 1954 und 1972 war Bestwina Sitz der Gromada Bestwina.
Von 1975 bis 1998 gehörte Bestwina zur Woiwodschaft Katowice. Von 1977 bis 1982 gehörte die Gemeinde zur Stadt Czechowice-Dziedzice.

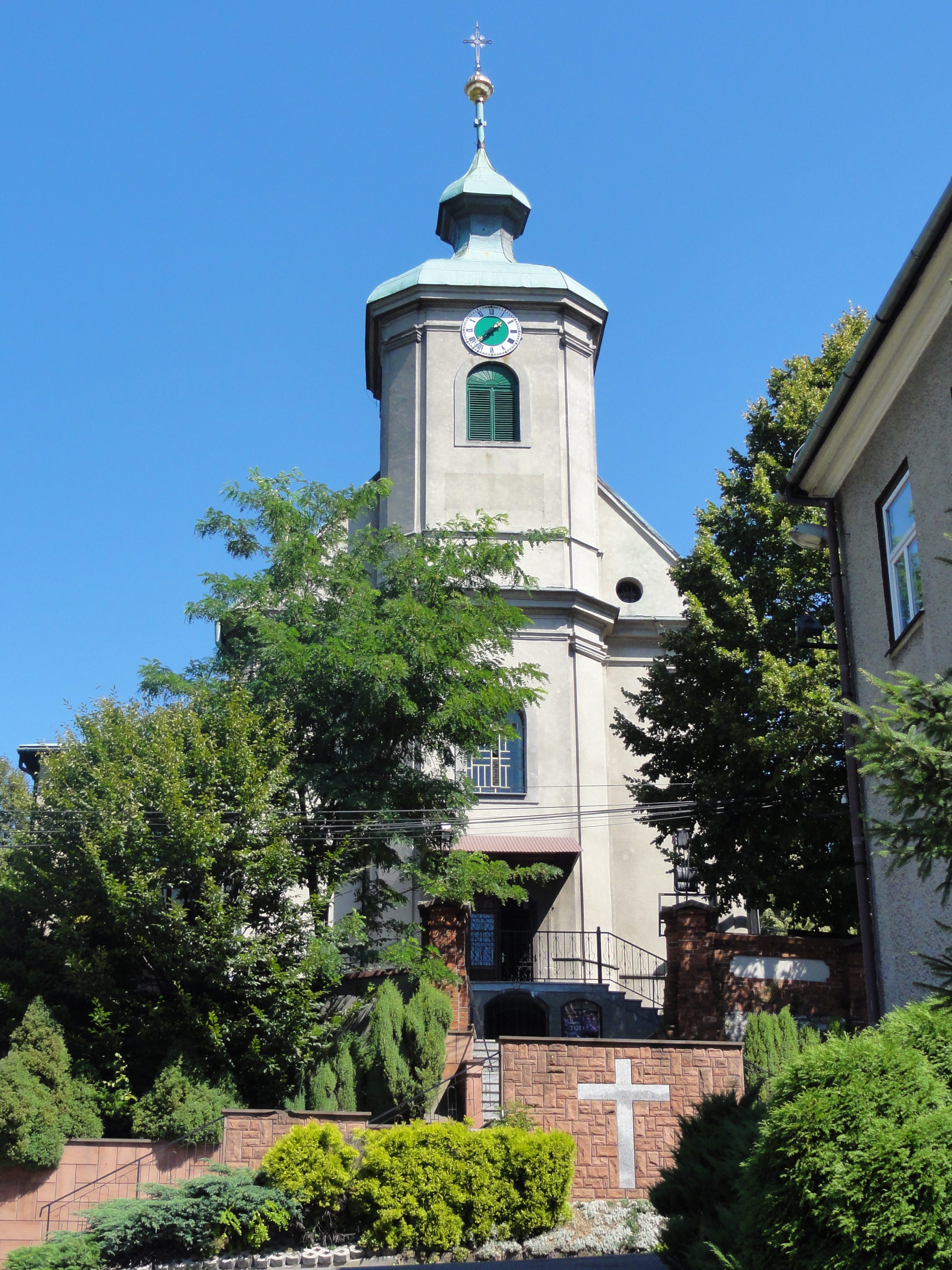
Katholische Kirche
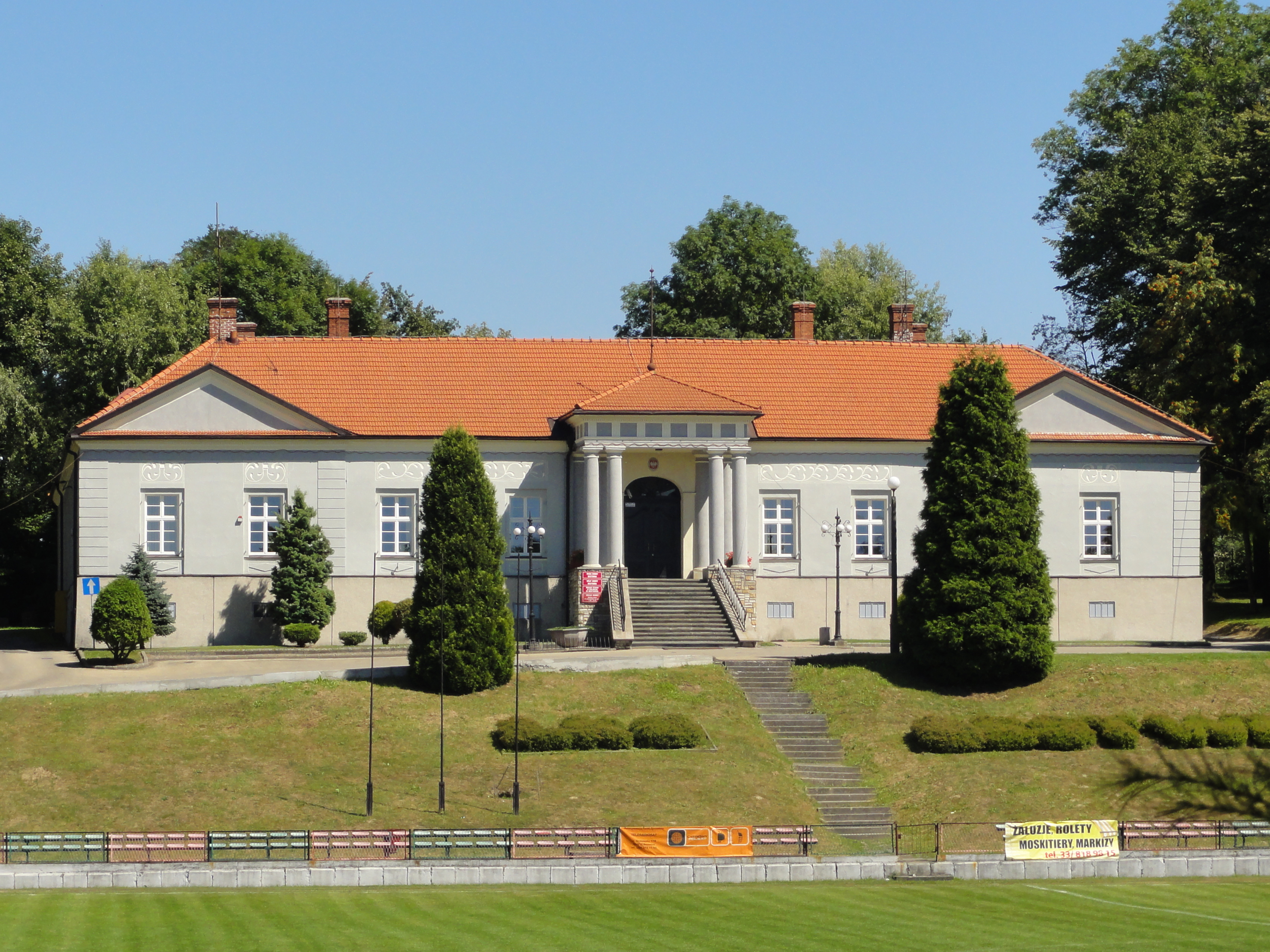
Palast der Teschener Habsburger (1826)

## Gemeinde

Schulzenamt Bestwina in der Gemeindekarte

Zur Landgemeinde (gmina wiejska) Bestwina gehören das Dorf selbst und drei weitere Dörfer mit Schulzenämtern (sołectwa).

## Persönlichkeiten
- Antoni Pająk (1893–1965), Ministerpräsident der Polnischen Exilregierung (1955–1965)
- Zygmunt Bubak (1921–1986), Priester in Krakau, Autor der Monographie von Bestwina
- Józef Wróbel (* 1952), Geistlicher
- Ryszard Kraus (1964–2013), Fußballspieler.